# European e-Competence Framework
Європейська рамка е-компетенцій англ. European e-Competence Framework (e-CF) — спільна європейська основа для ІКТ-компетенцій для всіх галузей, міжнародний професійний стандарт ІТ галузі.
Використовується при розробці кваліфікаційних та освітньо-кваліфікаційних характеристик ІТ-фахівців, зокрема при формуванні описів посад та визначенні рівня підготовки випускників освітньо-професійних програм ІТ-профілю.
e-CF є рамковою структурою опису ІКТ-компетенцій, яка може бути використана і визнана підприємствами ІТ-індустрії та підприємствами, що використовують ІКТ в своїй основній діяльності, ІТ-фахівцями, співробітниками кадрових служб, представниками державних та освітніх установ.
В Україні досліджуються можливості щодо використання Європейської рамки е-компетенцій для розробки національної рамки компетенцій у галузі інформаційних технологій.